# Matti Niemi
Matti Juhani Niemi (født 6. juni 1937 i Viljakkala, Finland) er en finsk tidligere roer.
Niemi var med i den finske firer med styrmand, der vandt bronze ved OL 1956 i Melbourne. Han var styrmand i båden, der blev roet af Kauko Hänninen, Veli Lehtelä, Toimi Pitkänen og Reino Poutanen. Der deltog i alt 10 lande i disciplinen, hvor Italien vandt guld, mens Sverige tog sølvmedaljerne. Det var Niemis eneste OL-deltagelse.
Niemi vandt desuden en EM-guldmedalje i firer med styrmand ved EM 1956 i Jugoslavien.

## OL-medaljer
- 1956:  Bronze i firer med styrmand